# Sgolba Aalter
Sgolba Aalter is een Belgische basketbalclub uit de Oost-Vlaamse gemeente Aalter. De club is aangesloten bij de Vlaamse Basketballiga met stamnummer 1366, en heeft rood en wit als clubkleuren. Sinds het seizoen 2013-2014 speelt de eerste herenploeg in Eerste landelijke.

## Geschiedenis
Sgolba Aalter werd gesticht in 1967 in de schoot van de broederschool Sint-Gerolf te Aalter. De naam Sgolba is een acroniem van Sint-Gerolf oud-leerlingen basketbal Aalter.

## Ploegen
In het seizoen 2015-2016 zal de club uitkomen met 3 seniors herenploegen, 1 seniors damesploeg en 9 jeugdploegen.

## Palmares
| Seizoen   | Reeks                              | Plaats      | Opmerkingen                                              |
| --------- | ---------------------------------- | ----------- | -------------------------------------------------------- |
| 2006-2007 | Eerste provinciale Oost-Vlaanderen | 1ste plaats | Kampioen na play-offs en promotie naar Tweede landelijke |
| 2007-2008 | Tweede landelijke A                | 6de plaats  |                                                          |
| 2008-2009 | Tweede landelijke A                | 2de plaats  | Promotie naar Eerste landelijke                          |
| 2009-2010 | Eerste landelijke                  | 12de plaats |                                                          |
| 2010-2011 | Eerste landelijke                  | 13de plaats | Degradatie naar Tweede landelijke                        |
| 2011-2012 | Tweede landelijke B                | 2de plaats  |                                                          |
| 2012-2013 | Tweede landelijke A                | 3de plaats  | Promotie naar Eerste landelijke                          |
| 2013-2014 | Eerste landelijke                  | 4de plaats  |                                                          |
| 2014-2015 | Eerste landelijke                  | 12de plaats |                                                          |